# 葛塘駅
葛塘駅（かっとうえき）は、中華人民共和国江蘇省南京市六合区楊村路と六合大道の交差点の北側にある、南京地下鉄S8号線の駅である。11号線と乗り入れ、両路線の接続駅となっている予定。

## 駅名
駅名については、事業着手当初は南京地下鉄集団は「大廠東駅」の仮称を用いており、開業前に駅名が「葛塘駅」に決定したことが発表された。

## 歴史
- 2014年8月1日S8号線の駅として開業。

## 駅構造

### のりば
| 番線 | 路線             | 方面                                          | 行先          |
| ---- | ---------------- | --------------------------------------------- | ------------- |
|      | 南京地下鉄S8号線 | 卸甲甸・高新開発区・長江大橋北・柳洲南路 方面 | 浦口公園 行き |
|      | 南京地下鉄S8号線 | 鳳凰山公園・沈橋・八百橋・金牛湖 方面         | 天長 行き     |

### 改札・出入口
- 1号出入口：

## 駅周辺
- 葛塘広場
- 南京葛塘バスタミナール

## 隣の駅
南京地下鉄
■S8号線
大廠駅- 葛塘駅-長蘆駅
■11号線
栄鑫路駅- 葛塘駅-平頂山路駅